# HBQ1
HBQ1‏ (Hemoglobin subunit theta 1) هوَ بروتين يُشَفر بواسطة جين HBQ1 في الإنسان.